# Sepulcro de Beatriz de Portugal

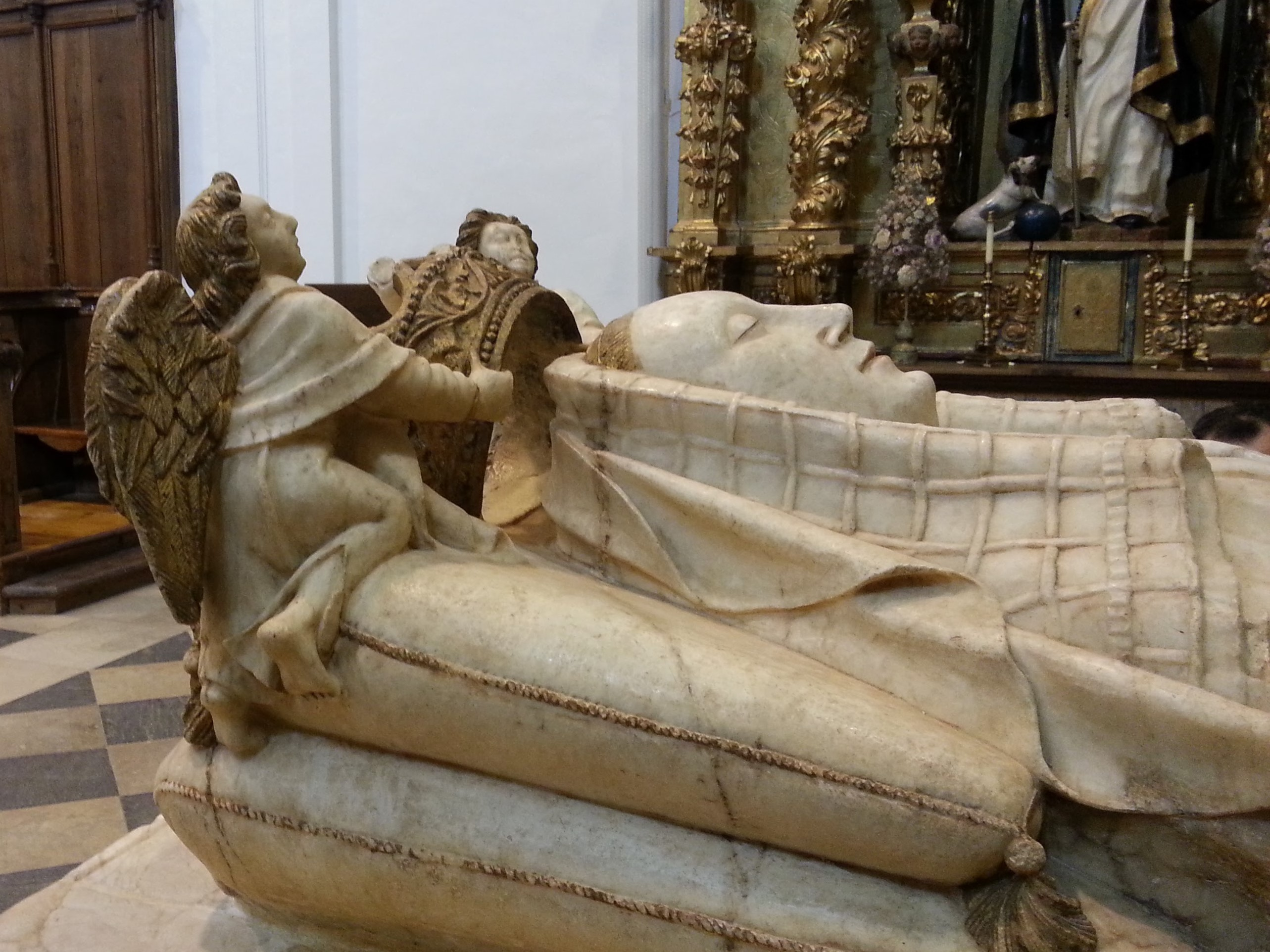
Detalle del sepulcro de Beatriz de Portugal

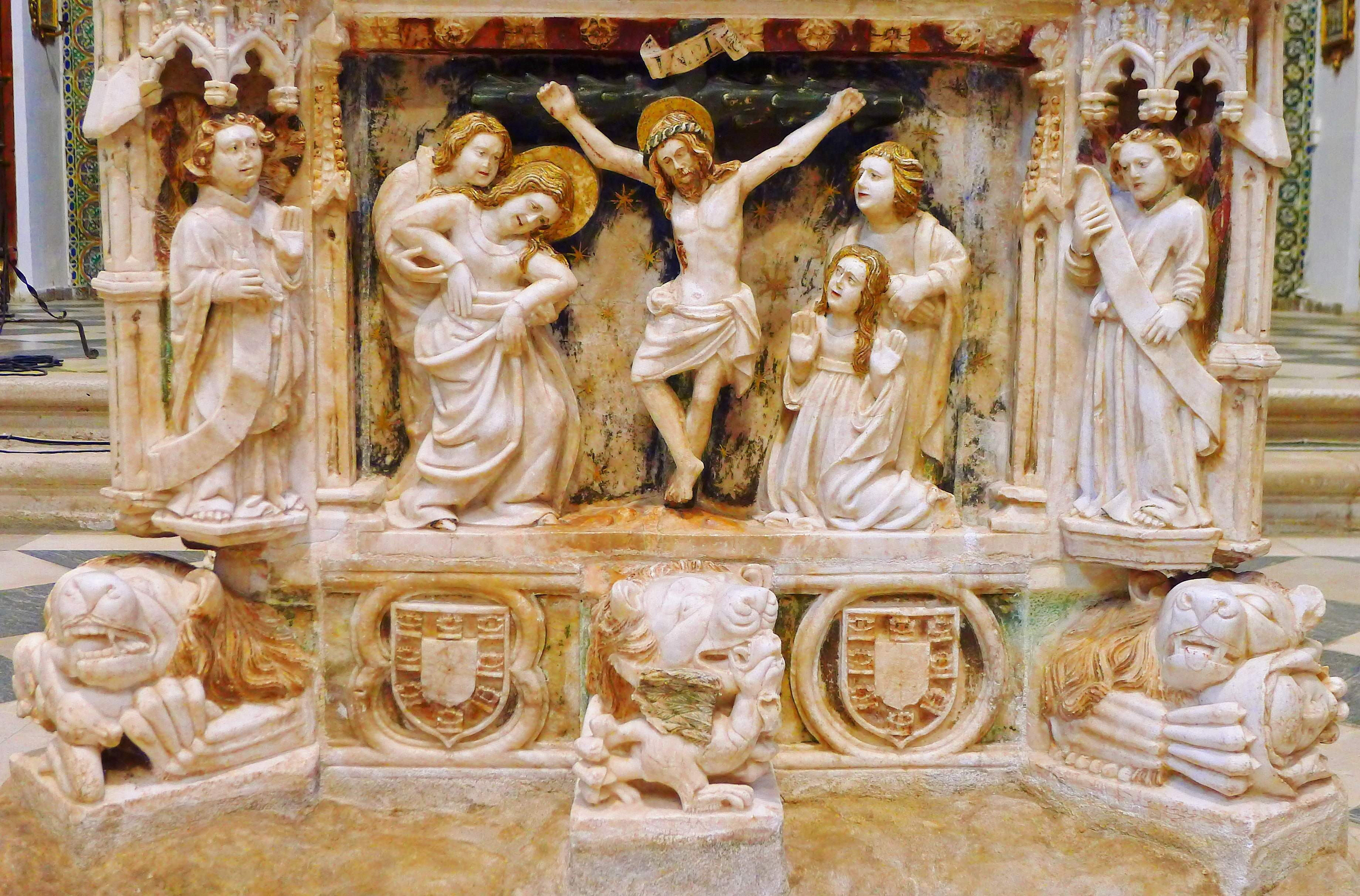
El Calvario representado en el frontal del sepulcro

Sepulcro de Beatriz de Portugal. Sepulcro en el que reposan los restos de la reina Beatriz de Portugal, reina consorte de Castilla por su matrimonio con el rey Juan I. 
El sepulcro se encuentra colocado en el coro de la iglesia del monasterio de Sancti Spiritus el Real de Toro, y está realizado en alabastro.

## Historia
Entre los siglos XIV y XV, las mujeres eran escasamente visibles en entornos de importancia política y artística. En su mayoría, se desempeñaban como campesinas, realizando labores agrícolas y domésticas, así como algunas actividades artesanales con una remuneración económica mínima. Estas mujeres se veían obligadas a trabajar arduamente para mantener a ellas y a sus hijos, al tiempo que ofrecían su ayuda en el cuidado de enfermos y en partos de otras mujeres. 
La participación de las mujeres en actividades culturales o artísticas estaba mayormente vinculada a la religión o a la nobleza.
En este contexto, la reina Beatriz de Portugal, esposa del rey Juan I de Castilla, es un ejemplo de una mujer noble que vivió en esa época. Después de la tregua de 1411, se retiró a Toro, donde falleció alrededor del año 1420. En las cercanías de su sepulcro se encuentran las tumbas de Leonor Sánchez de Castilla, priora del monasterio de Sancti Spíritus y nieta de Alfonso XI de Castilla, así como la tumba de Teresa Gil, fundadora del monasterio. Algunos ejemplos de la mujer en la literatura y la pintura medieval son  Hildegarda de Bingen y Teresa Diez. Estas mujeres nobles representan una pequeña élite que tenía acceso a la educación y desempeñaba roles significativos en la vida religiosa y cultural de la época.

## Descripción
El sepulcro de Beatriz de Portugal se encuentra colocado en el coro de la iglesia del monasterio de Sancti Spiritus de Toro, y está realizado en alabastro, y aún conserva abundantes restos de su policromía original. Sobre el sepulcro está colocada la estatua yacente que representa a la reina Beatriz de Portugal.
El sepulcro es rectangular y está soportado por un zócalo donde aparecen diez leones que devoran o retienen en sus garras a diferentes animales. aunque dichos leones alternan con clípeos que muestran el escudo del reino de Portugal. 
Sobre el zócalo está situada el arca sepulcral, que está decorada con diferentes relieves en todos sus lados. En el frontal del sepulcro aparece representado el Calvario entre dos ángeles. En el lateral izquierdo, alojados en diferentes hornacinas, aparecen seis santos dominicos, entre los que se cuentan San Luis Beltrán, San Pedro de Verona, Santo Tomás de Aquino, San Jacinto de Polonia, San Raimundo de Peñafort y Santa Catalina de Siena, falnqueados por las imágenes de San Pedro y San Pablo.
En el frontal del sepulcro correspondiente a los pies de la difunta aparece representada la Anunciación, y sobre el búcaro de azucenas aparece una pequeña mandorla con la representación del Padre Eterno. El lateral derecho del sepulcro está ocupado por una lápida que representa a la priora Leonor Sánchez de Castilla, nieta de Alfonso XI, de cuerpo entero, vestida con los hábitos de la Orden de los Dominicos y tocada con velo y corona real.
Sobre el sepulcro de la reina Beatriz de Portugal está colocada una estatua yacente que refleja con detalle la representación de la feminidad en el arte. La cabeza de la reina descansa sobre almohadones, envuelta en una toca de rico brocado, mientras viste una amplia saya y manto real. Sus manos están enlazadas sobre el pecho, sosteniendo un libro abierto y un rosario, elementos que añaden capas de simbolismo a su figura. (Conocimiento, pureza, devoción y belleza)
Este tipo de representaciones femeninas en el arte a menudo reflejan una condición de pasividad, siendo concebidas como estímulos visuales para un público masculino. En contextos religiosos, como en las representaciones de la Virgen María, la mujer se asocia a virtudes ideales como la castidad y la imagen de "mujer ejemplo". A pesar de ello, los artistas tienen la libertad de asignar a las mujeres tanto trasfondos simbólicos positivos como negativos. A lo largo de la historia del arte, diversas actitudes, como la sensualidad, la formalidad y la maternidad, han contribuido a la creación de un canon estandarizado que refleja las creencias sociales de la época, dando forma a la identidad femenina según normas y expectativas culturales.
La autoría del sepulcro se atribuye a Diego de Anaya que también talló diversos trabajos de carácter funerario dentro de la Catedral Vieja de Salamanca, consolidando la reputación del escultor en el arte funerario de la época.
Aunque se le atribuya el total mérito de la obra a su autor, hubo mujeres que participaron de forma subjetiva en el proyecto fúnebre. Teresa Gil, fundadora del Monasterio de Sancti Spiritu en Toro y posterior abadesa en el mismo, tuvo un papel importante en la creación del sepulcro. Aunque no era de la nobleza española, Teresa Gil (también de Portugal), tenía un notable patrimonio gracias a sus conexiones aristocráticas. Su contribución y su país de origen  inspiró a la reina Beatriz de Portugal, quien eligió el monasterio como su última morada. Esto afectó la influencia masculina en la total influencia del sepulcro y su relación con el entorno.